# كنيس نسيم أشكنازي
كنيس نسيم أشكنازي أو معبد نسيم أشكنازي، رسمياً كنيس الطائفة الإسرائيلية الأشكناز، هو كنيس يهودي يختص بطائفة اليهود الأشكناز. يقع في 4 شارع الكوة بحي باب الشعرية بمدينة القاهرة في مصر. بناه نسيم يعقوب أشكنازي عام 1913.